# Xororó
Xororó, nome artístico de Durval de Lima OMC (Astorga, 30 de setembro de 1957), é um cantor, compositor, músico, e produtor musical brasileiro, que faz parte da dupla de música sertaneja Chitãozinho & Xororó, junto com seu irmão mais velho, Chitãozinho.

## Primeiros anos
Xororó nasceu em Astorga, no Paraná, no dia 30 de setembro de 1957, filho de Araci Prudêncio de Lima e Mário de Lima, conhecido como Marinho, sendo três anos mais novo do que seu irmão Chitãozinho, a segunda voz da dupla, numa familia de oito irmãos, Maurício, Amauri, Nilva, Rosália, José, Tião e Ricardo. Eles são considerados os precursores do sertanejo nas rádios FM, além de misturarem o country americano com o sertanejo raiz, é irmão da também dupla sertaneja Maurício & Mauri.

## Carreira
A dupla começou muito cedo e eles escolheram esse nome diferente a partir da música "Chitãozinho & Xororó", que inclusive foi gravada por eles, que mencionava o inhambu-xintã e o inhambu-chororó, aves da mesma espécie que cantam melancolicamente.
O primeiro disco da dupla foi lançado em 1970, e dentre as faixas com mais repercussão, destacou-se a canção “Galopeira” e outras de grande apelo sentimental. O álbum foi lançado pela gravadora Copacabana, e até 1977, a produção da dupla foi intensa. Gradativamente, a venda de discos foi crescendo, até que em 1979 lançaram o seu  primeiro grande sucesso, “60 Dias Apaixonado”, que rendeu à dupla um disco de ouro. Essa música também foi regravada por outros cantores sertanejos.
Ele e seu irmão Chitãozinho já gravaram mais de 40 discos e venderam mais de 37 milhões de cópias. Seu sucesso ao lado do irmão, que, aliás, ganharam vários prêmios da música brasileira, sempre esteve, também, ligado ás suas aparições em programas da TV brasileira. Xororó costuma ser bastante reservado e diz que sua carreira sem Chitãozinho não faria sentido.

## Vida pessoal
Xororó é casado com Noely Pereira Lima desde 1981. O casal mora em um condomínio na região de Campinas, interior do estado de São Paulo, e são pais dos cantores Sandy e Junior Lima. O cantor é filho de Mário Lima, que era cantor enquanto solteiro, e de Araci Prudêncio, que também cantava. Foi sogro do multi-instrumentista Lucas Lima e é irmão dos cantores Maurício Lima e Mauri Lima, que formam a dupla sertaneja Maurício & Mauri.

## Discografia
De acordo com o site oficial, a dupla já passou de 35 milhões de discos vendidos.
- Moreninha Linda (1969)
- Chitãozinho & Xororó (1970)
- A Mais Jovem Dupla do Brasil (1972)
- Caminhos de Minha Infância (1974)
- A Força Jovem da Música Sertaneja (1976)
- A Força Jovem da Música Sertaneja - Vol. II (1977)
- 60 Dias Apaixonado (1979)
- Amante Amada (1981)
- Somos Apaixonados (1982)
- Amante (1984)
- Fotografia (1985)
- Coração Quebrado (1986)
- Meu Disfarce (1987)
- Nossas Canções Preferidas (1989)
- Os Meninos do Brasil (1989)
- Cowboy do Asfalto (1990)
- Planeta Azul (1991)
- Tudo por Amor (1993)
- Coração do Brasil (1994)
- Chitãozinho & Xororó (1995)
- Clássicos Sertanejos (1996)
- Em Família (1997)
- Na Aba do Meu Chapéu (1998)
- Alô (1999)
- Inseparáveis (2001)
- Festa do Interior (2002)
- Minha Vida, Minha Música (2002)
- Aqui o Sistema é Bruto (2004)
- Vida Marvada (2006)
- Se For pra Ser Feliz (2009)
- Tom do Sertão (2015)
- Tempo de Romance (2020)

## Filmografia
| Ano  | Título             | Papel        |
| ---- | ------------------ | ------------ |
| 2014 | Festival Sertanejo | Apresentador |
| 2018 | Coração de Cowboy  | Ele mesmo    |